# 冰雹炮

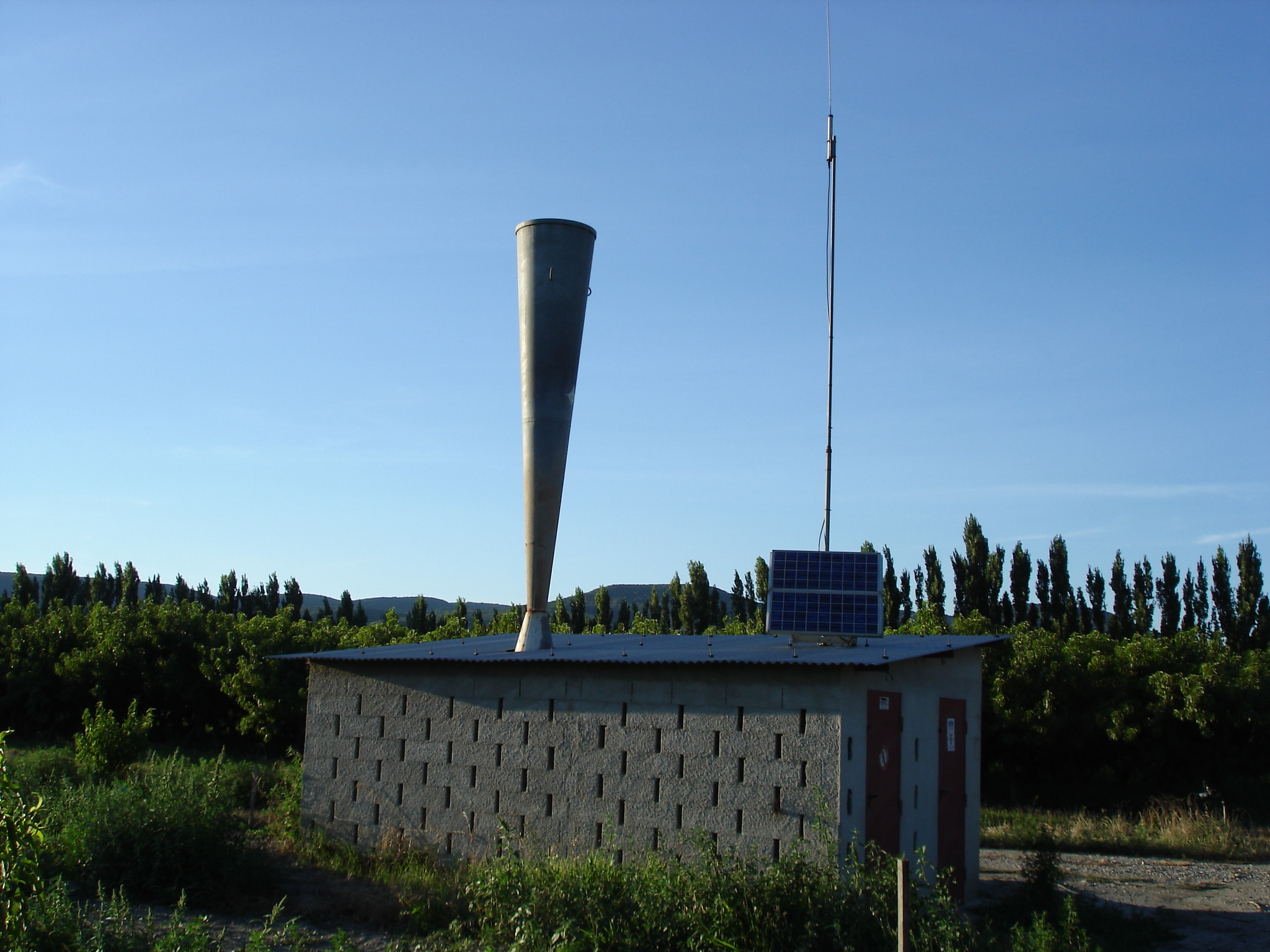
拍摄于2007年的冰雹炮

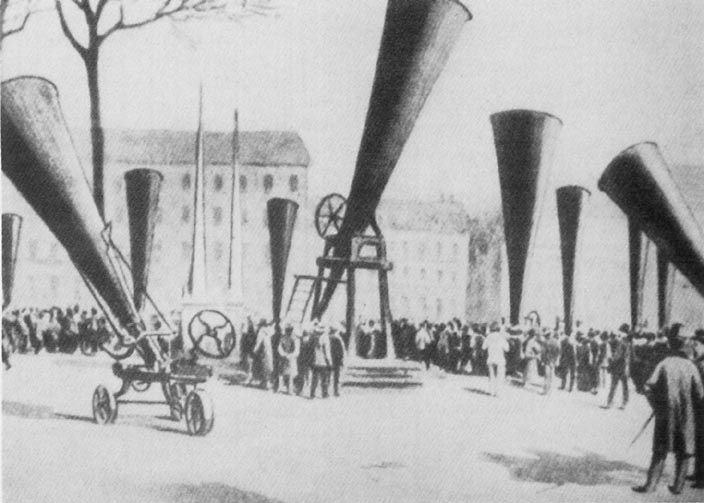
1901年的冰雹炮

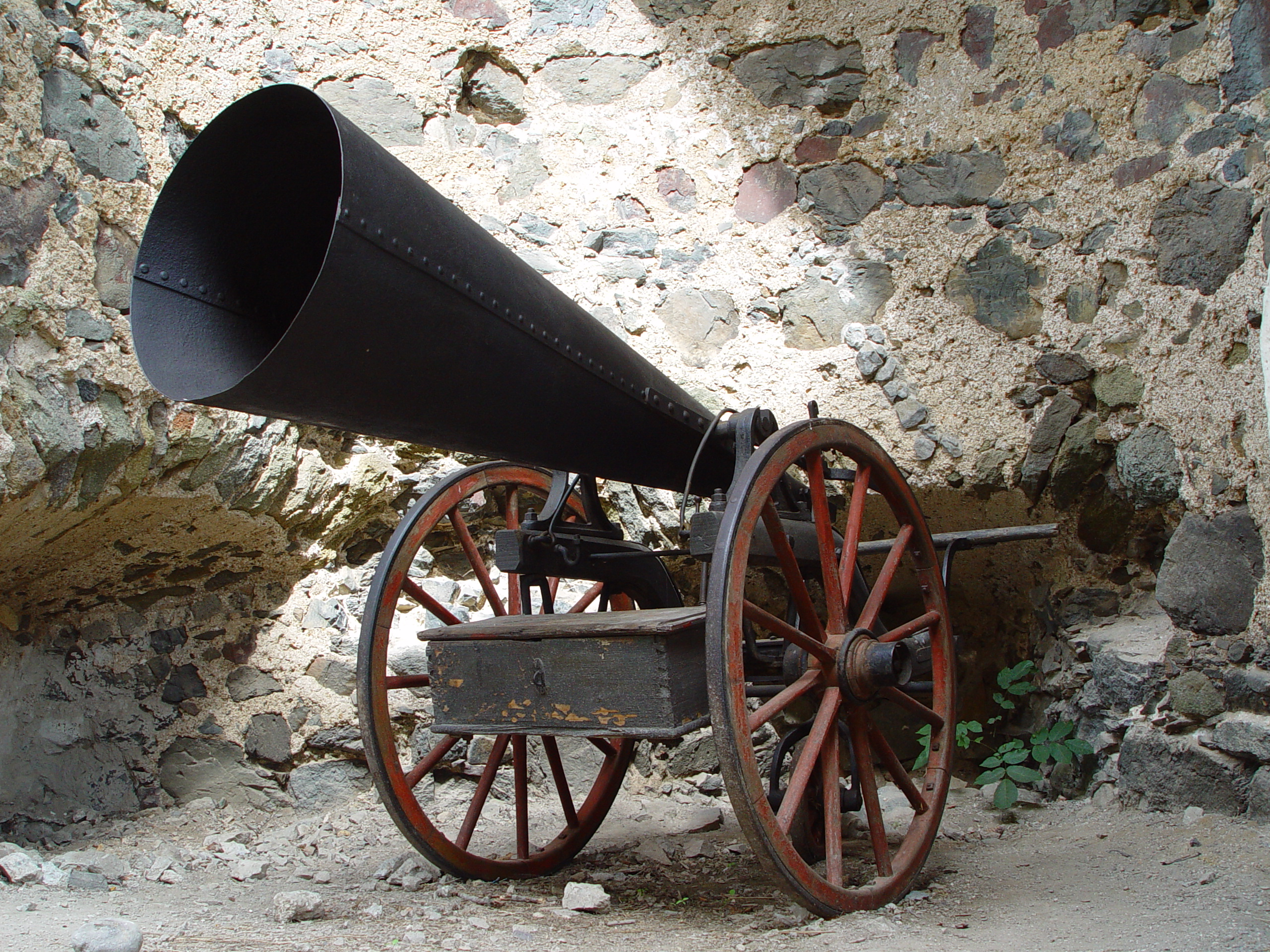
在斯洛伐克班斯卡-什佳夫尼察老城堡 （Old Castle）的冰雹炮

冰雹炮， 英文为Hail Cannon，是一种锥状的炮筒用于向天空中的云层发射冲击波从而防止冰雹的形成。然而它的作用及效果极受争议，目前并没有任何科学证据证明它有效。

## 使用原理
现在的冰雹炮通过爆炸发射冲击波而对云层产生干扰。乙炔和氧气的混合气体会在底部的燃烧室里点燃，燃烧后产生的膨胀气体通过 接口处进入锥状的炮管，从而发展成冲击波，并以音速的速度扩散到炮管上方所对的云层。制造商声称所产生的干扰能够阻止冰雹的形成。 本应以冰雹形式降落的冰块，会转化为碎冰或降雨。 